# Peperomia biformis
Peperomia biformis är en pepparväxtart som beskrevs av C. Dc.. Peperomia biformis ingår i släktet peperomior, och familjen pepparväxter. Inga underarter finns listade i Catalogue of Life.